# Kirkja
Kirkja (in danese Kirke) è un villaggio delle Isole Fær Øer.
È uno dei due villaggi dell'isola di Fugloy che sono collegati da una strada costruita negli anni '80 e da una ferrovia che collega Kirkja e Hattarvík alla città di Hvannasund nell'isola di Viðoy, inoltre è raggiungibile con l'elicottero dall'Aeroporto di Vágar, dalla capitale Tórshavn e da Klaksvík.